# کسل پاینز (کلرادو)
کسل پاینز (به انگلیسی: Castle Pines) یک منطقهٔ مسکونی در ایالات متحده آمریکا است که در شهرستان داگلاس، کلرادو واقع شده‌است. کسل پاینز ۲۴٫۷۹ کیلومتر مربع مساحت و ۱۰٬۳۶۰ نفر جمعیت دارد و ۱٬۹۴۰٫۹۹ متر بالاتر از سطح دریا واقع شده‌است.